# Vùng Hướng đạo Âu-Á (WOSM)
Vùng Hướng đạo Âu-Á (tiếng Nga: Регионального Бюро Евразия) là văn phòng vùng của Văn phòng Hướng đạo Thế giới thuộc Tổ chức Phong trào Hướng đạo Thế giới có trụ sở tại Gurzuf gần Yalta-Krasnokamenka, Ukraina với một văn phòng nhánh tại Moskva, Nga. Tất cả các cựu quốc gia cộng sản Trung Âu và Đông Âu, Trung Á và Liên Xô đã và đang phát triển Hướng đạo trong sự trỗi dậy phục hưng của vùng. Các quốc gia này bao gồm đa số các quốc gia thừa kế Liên Xô trong Cộng đồng Thịnh vượng chung các Quốc gia Độc lập (Commonwealth of Independent States). Bản báo cáo ba năm một lần 1996/99 của Ủy ban Hướng đạo Thế giới thuộc Tổ chức Phong trào Hướng đạo Thế giới cho thấy Tổ chức Phong trào Hướng đạo Thế giới đang theo đuổi rất tích cực việc tổ chức hoạt động Hướng đạo tại các quốc gia của cựu Liên Xô theo tầm nhìn của tổ chức.
Năm 1997, Tổ chức Phong trào Hướng đạo Thế giới thành lập Vùng Âu-Á mới, có vẻ là để hỗ trợ sự tái sinh Hướng đạo tại 12 cựu Cộng hòa Xô Viết: Armenia, Azerbaijan, Belarus, Gruzia, Kazakhstan, Kyrgyzstan, Moldova, Nga, Tajikistan, Turkmenistan, Ukraina, và Uzbekistan. Có vài tổ chức trong Vùng tái sinh nhờ vào sự tồn tại của các tổ chức Hướng đạo Lưu vong. Tiếng Nga được dùng làm ngôn ngữ văn phòng, và 8 sách hướng dẫn và sách chỉ nam Hướng đạo đã được xuất bản, tất cả đều bằng tiếng Nga. Một tạp chí quý (3 tháng) cũng được in tại văn phòng nhánh tại Moscow cũng bằng tiếng Nga. Bản báo cáo (có ở trang web http://www.worldscoutshop.org Lưu trữ ngày 6 tháng 7 năm 2008 tại Wayback Machine) nói rằng, "văn phòng vùng sẽ dịch thuật thường xuyên các tài liệu của Tổ chức Phong trào Hướng đạo Thế giới ra tiếng Nga." Giám đốc hành chánh của vùng này là tiến sĩ Alexander Bondar đã di chuyển từ Moscow đến Krym.
5 tổ chức Hướng đạo quốc gia được nhận đầu tiên vào Tổ chức Phong trào Hướng đạo Thế giới là Armenia, Belarus, Gruzia, Moldova và Tajikistan. 5 nước này được Tổ chức Phong trào Hướng đạo Thế giới ấn định là các thành viên sáng lập Vùng Âu-Á. Azerbaijan và Nga đã được nhận vào Tổ chức Phong trào Hướng đạo Thế giới và Belarus mất tư cách thành viên vào năm 2005. Đây là văn phòng vùng đang làm cố vấn cho các tổ chức có triển vọng thành hội viên của Tổ chức Phong trào Hướng đạo Thế giới. Tại các quốc gia mà có hơn một hội Hướng đạo như Kyrgyzstan và Ukraina, các hội này có thể chọn hợp tác và hình thành một Tổ chức Hướng đạo Quốc gia.

## Các vấn đề gây tranh cãi

Huy hiệu vùng của Vùng Hướng đạo Âu-Á

Tuy nhiên, có một số các vấn đề gây tranh cãi. Ngoài việc xuất bản các tài liệu được nói ở trên chỉ bằng tiếng Nga, trong hàng ngũ lãnh đạo cao cấp của Vùng Âu-Á có các cựu lãnh đạo Thiếu niên Tiền phong. Mục tiêu tiên khởi của Thiếu niên Tiền phong (tư cách thành viên có lẽ là thiếu tự nguyện) là sự truyền bá chủ nghĩa cộng sản đến thanh thiếu niên. Để làm rắc rối thêm vấn đề, các tổ chức này đã áp dụng nhiều cách gài bẫy các tổ chức Hướng đạo mà họ hất cẳng. Vì những kinh nghiệm tiêu cực đó với các tổ chức thanh thiếu niên cộng sản, Hướng đạo tại Vùng Âu-Á đã tái sinh một cách chậm chạp. Những người ủng hộ thì thấy sự thừa kế công việc và cơ sở vật chất của Thiếu niên Tiền phong là sáng sủa tích cực. Những người chống đối đã nhận thấy rằng Vùng Âu-Á giống như một công cụ cho phép những cựu thành viên của Thiếu niên Tiền phong giữ địa vị ảnh hưởng của họ lên các phong trào thanh thiếu niên thời hậu Xô Viết, và sử dụng các mối liên hệ mới có của họ ngoài vùng để hưởng lợi cho chính họ. Thậm chí việc đặt tổng hành dinh Vùng tại Trại Thiếu niên Tiền phong lịch sử (historic Pioneer Camp) có tên Artek ở Yalta đối với nhiều người đã chứng tỏ sự khống chế của Thiếu niên Tiền phong. Những người chống đối cũng đặt dấu hỏi với chuyện nước Belarus độc tài là một thành viên của Tổ chức Phong trào Hướng đạo Thế giới, ngược lại quy định hướng dẫn đã được nói đến của Tổ chức Phong trào Hướng đạo Thế giới trong khi một quốc gia dân chủ lân cận Ukraina thì không phải là thành viên của Tổ chức Phong trào Hướng đạo Thế giới. Trong những năm sau khi được thành lập, Vùng Âu-Á bị một số người xem là đình trệ trong mục tiêu của vùng: một trong những việc sự việc là trang mạng chính thức của Vùng đã không được cập nhật giữa năm 2004 và tháng 2 năm 2006.
Các giải pháp khác đã được đề nghị vào lúc giải thể Liên Xô, và hiện nay vẫn còn được xem là các chọn lựa khả dĩ, theo những người chỉ trích việc thành lập Vùng Âu-Á, là nên chia Vùng này vào các Vùng châu Âu, Vùng châu Á-Thái Bình Dương, và Vùng Ả Rập theo đường ranh văn hóa và địa lý quốc gia để đem đến cho các Hướng đạo sinh nhiều triển vọng mới mẻ. Như các quốc gia vùng Baltic - Estonia, Litva và Latvia - đã gia nhập Vùng châu Âu, đó là thí dụ về tiền lệ cho giải pháp này. Ngoài ra, không có Vùng Âu-Á tương đương cho Hội Nữ Hướng đạo Thế giới, các nước cộng hòa được chia theo vùng địa lý giữa các Vùng Nữ Hướng đạo châu Âu và Vùng Nữ Hướng đạo châu Á-Thái Bình Dương của Hội Nữ Hướng đạo Thế giới. Ngoài việc có chung sa hoàng và quá khứ Xô Viết, 12 thành viên của Vùng Âu-Á có ít điểm chung. Một vài quốc gia như Armenia và Azerbaijan đã tiến hành chiến tranh chống lại nhau, vài nước như Gruzia và Ukraina cho phép đối lập trong lúc những nước khác như Belarus và Turkmenistan đã quay trở về chính thể chuyên chế của thời Xô Viết. Hơn nữa, không có một nước cộng hòa nào có phong trào Hướng đạo phát triển trở lại hơn một thập niên. Tin rằng các nước  này sẽ có nhiều lợi ích từ sự thành thạo kinh nghiệm của các hội Hướng đạo lân bang trong các Vùng đã nói đến.

## Các Trại Họp bạn Hướng đạo Vùng Âu-Á
Vùng điều hành hoặc bảo trợ một trại họp bạn phạm vi vùng duy nhất cho đến thời điểm này:
- Trại họp bạn Hướng đạo Vùng Âu-Á lần thứ nhất - Byurakan, Armenia - tháng 8 năm 2006